# Renata de França
Renata de França (Blois, Regne de França, 25 d'octubre de 1510 - Montargis ~1575) fou una princesa francesa que va esdevenir Duquessa de Chartres i duquessa consort de Ferrara, Mòdena i Reggio.

## Família
Va néixer el 25 d'octubre de 1510 al Castell de Blois, situat a la població de Blois, essent la segona filla del rei Lluís XII de França i de la duquessa Anna de Bretanya. Fou neta per línia paterna del duc Carles I d'Orleans i la seva tercera esposa Maria de Cleves, i per línia materna de Francesc II de Bretanya i Margarida de Foix. Fou germana, de Clàudia de França, casada amb Francesc I d'Angulema.

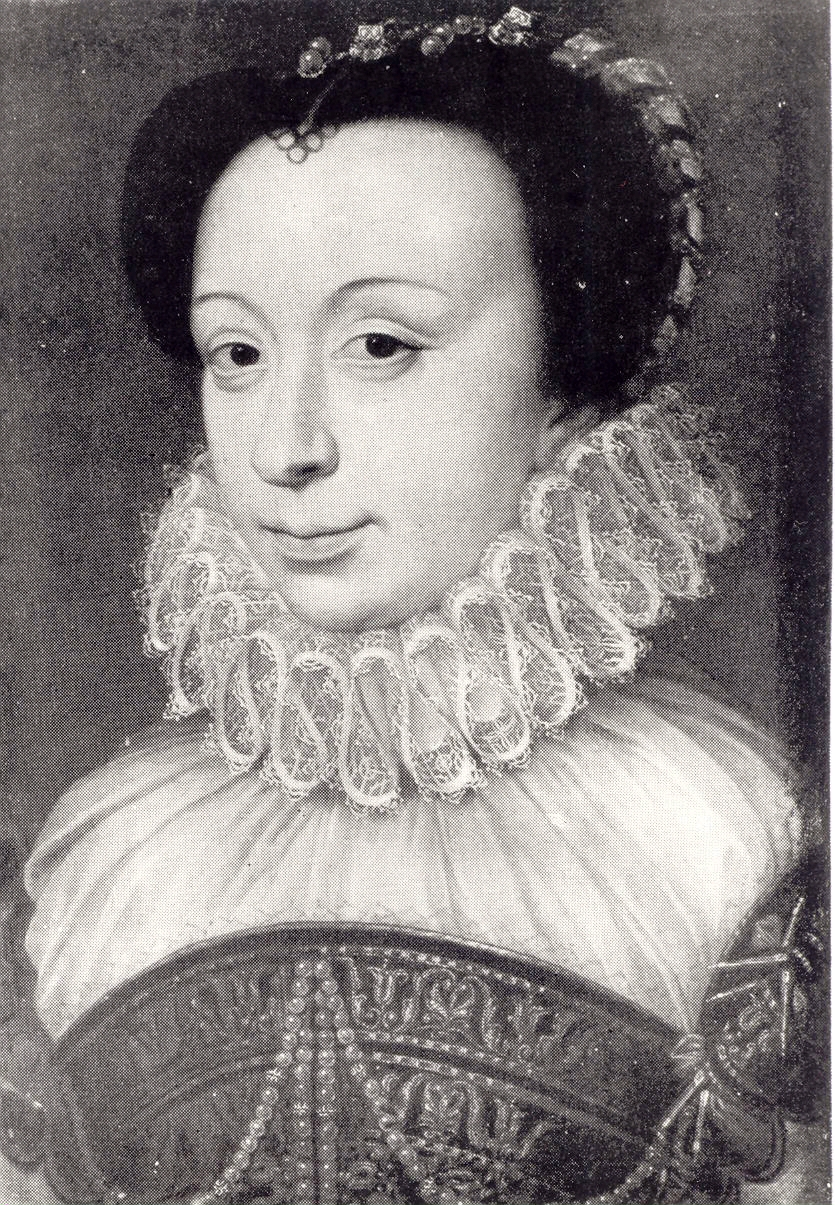
Renata de França, obra de François Clouet.

Es casà el 28 de juny de 1528 a la ciutat de París amb el futur Hèrcules II d'Este, fill d'Alfons I d'Este i Lucrècia Borja. D'aquesta unió nasqueren:
- Anna d'Este (1531-1607), casada el 1548 amb Francesc de Guisa i el 1566 amb Jaume de Savoia-Nemours
- Alfons II d'Este (1533-1597), duc de Ferrara i Mòdena
- Lluís d'Este (1538-1586), cardenal
- Lucrècia Maria d'Este (1535-1598), casada el 1570 amb Francesc Maria II della Rovere
- Elionor d'Este (1537-1581)

## Herència
La seva mare, que sempre havia lluitat feroçment per mantenir la independència del Ducat de Bretanya respecte de la corona francesa, va intentar llegar el ducat a Renata, no obstant això, Lluís XII ignorant el seu desig l'hi va concedir al seu gendre i hereu Francesc I d'Angulema. Més tard, com a compensació per renunciar a qualsevol reclamació dels seus drets sobre ell, Francesc li va concedir el ducat de Chartres.

## Protectora de les ciències
Instal·lada a Ferrara, fou una gran protectora de les ciències, la música i la literatura reunint, al voltant d'ella, homes distingits en aquestes matèries, entre d'altres el músic francès Jean Milleville fundador de la nissaga de músics Milleville. Donà asil a Joan Calví i al poeta Clément Marot, ambdós perseguits per les seves idees religioses.
Després de la mort del seu espòs, ocorreguda l'octubre de 1559, es trasllada a França, on es declara protestant i s'instal·la a Montargis. A pesar de les amenaces del seu gendre, el duc Francesc de Guisa, acull a tots aquells reformistes que busquen refugi, especialment l'infant Enric de Navarra (futur rei Enric IV de França) durant el temps que es desenvolupa la primera guerra de religió.
Present en les noces entre Enric II de Navarra i Margarida de Valois l'any 1572, la seva fou protegida per la guàrdia i pel seu gendre, el duc de Nemours, durant la Massacre del dia de Sant Bartomeu (24 d'agost de 1572). Aclaparada per l'espantosa tragèdia, la duquessa deixà París i retornà a Montargis, acompanyada per una escorta fortament armada i posada a la seva disposició pel rei. Morí en aquesta població el 12 de juny de 1574.